# Aguilares
Aguilares är en kommunhuvudort i Argentina.   Den ligger i provinsen Tucumán, i den norra delen av landet, 1 100 kilometer nordväst om huvudstaden Buenos Aires. Aguilares ligger 375 meter över havet och antalet invånare är 32 494.
Terrängen runt Aguilares är platt, och sluttar österut. Närmaste större samhälle är Concepción, 10,4 kilometer norr om Aguilares.
Trakten runt Aguilares består till största delen av jordbruksmark. Runt Aguilares är det ganska tätbefolkat, med 72 invånare per kvadratkilometer.